# 辻健志
辻 健志（つじ たけし、1974年5月22日 - ）は、日本のバレーボール指導者である。

## 来歴
愛知県名古屋市出身。中京大学大学院修了。
2000年、Vリーグ（当時1部リーグ）に所属するデンソーエアリービーズのコーチに就任。
2012-13シーズン、チームはV・チャレンジリーグ（当時2部リーグ）に降格。2013年、達川実が監督を退任し、後を継ぐ形で監督に就任した。2000年から13シーズンコーチを続けた末の監督昇格であった。チームは1シーズンでV・プレミアリーグ（当時1部リーグ）復帰を果たした。
2014年、女子日本代表コーチに就任。そのため、1シーズンでデンソーの監督を退任し山口祐之に引き継いだ。
2016年、デンソーエアリービーズにチーフコーチとして復帰した。チームは再度V・チャレンジリーグに降格しており、再度のV・プレミアリーグ復帰に貢献した。
2017年、女子日本代表強化のために再び日本バレーボール協会に出向することとなり、デンソーを退団。
2022年、川北元が女子日本代表コーチ就任のためデンソーの監督を退任することとなり、後任として辻が監督に復帰した。

## 指導歴
- デンソーエアリービーズ コーチ（2000-2013年）
- デンソーエアリービーズ 監督（2013-2014年）
- 女子日本代表 コーチ（2014-2016年）
- デンソーエアリービーズ チーフコーチ（2016-2017年）
- デンソーエアリービーズ 監督（2022年-）